# Alafair Burke
Alafair S. Burke (ur. październik 1969) – amerykańska pisarka, autorka powieści kryminalnych.
Jest najmłodszym dzieckiem Pearl (bibliotekarki) i pisarza Jamesa Lee Burke’a. Jej ojciec również jest autorem powieści kryminalnych, a jedna z bohaterek jego cyklu z Dave'em Robicheaux ma identycznie na imię. Alafair Burke ukończyła Reed College, a następnie Stanford Law School na Stanford University. Pracowała jako prokurator, specjalizowała się w sprawach dotyczących przemocy domowej, była również łącznikiem z policją. Obecnie mieszka w Nowym Jorku.
Jako pisarka debiutowała w 2003 powieścią Judgment Calls. Jest autorką dwóch cykli: o Ellie Hatcher z nowojorskiej policji i prokuratorce z Portland Samancie Kincaid. Tłumaczono ją na szereg języków, w tym na polski.

## Twórczość literacka

### Powieści
- Judgment Calls (2003)
- Missing Justice (2004)
- Close Case (2005)
- Dead Connection (2007)
- Angel's Tip (2008)
- 212 (2010)
- Dziewczyna, która zniknęła (Long Gone 2011)
- Never Tell (2012)
- If You Were Here (2013)

### Opowiadania
- Winning (2008)
- The Mother (2012)